# Tennis vid olympiska sommarspelen 1988
Vid olympiska sommarspelen 1988 återkom tennisen som officiell sport vid de olympiska spelen för första gången sedan spelen i Amsterdam 1924. Det var med vid spelen i Mexico City 1968 och Los Angeles 1984 som demonstrationssport. Tävlingarna avgjordes i fyra grenar, två för herrar och två för damer. 129 tävlande från 38 länder deltog.

## Medaljfördelning

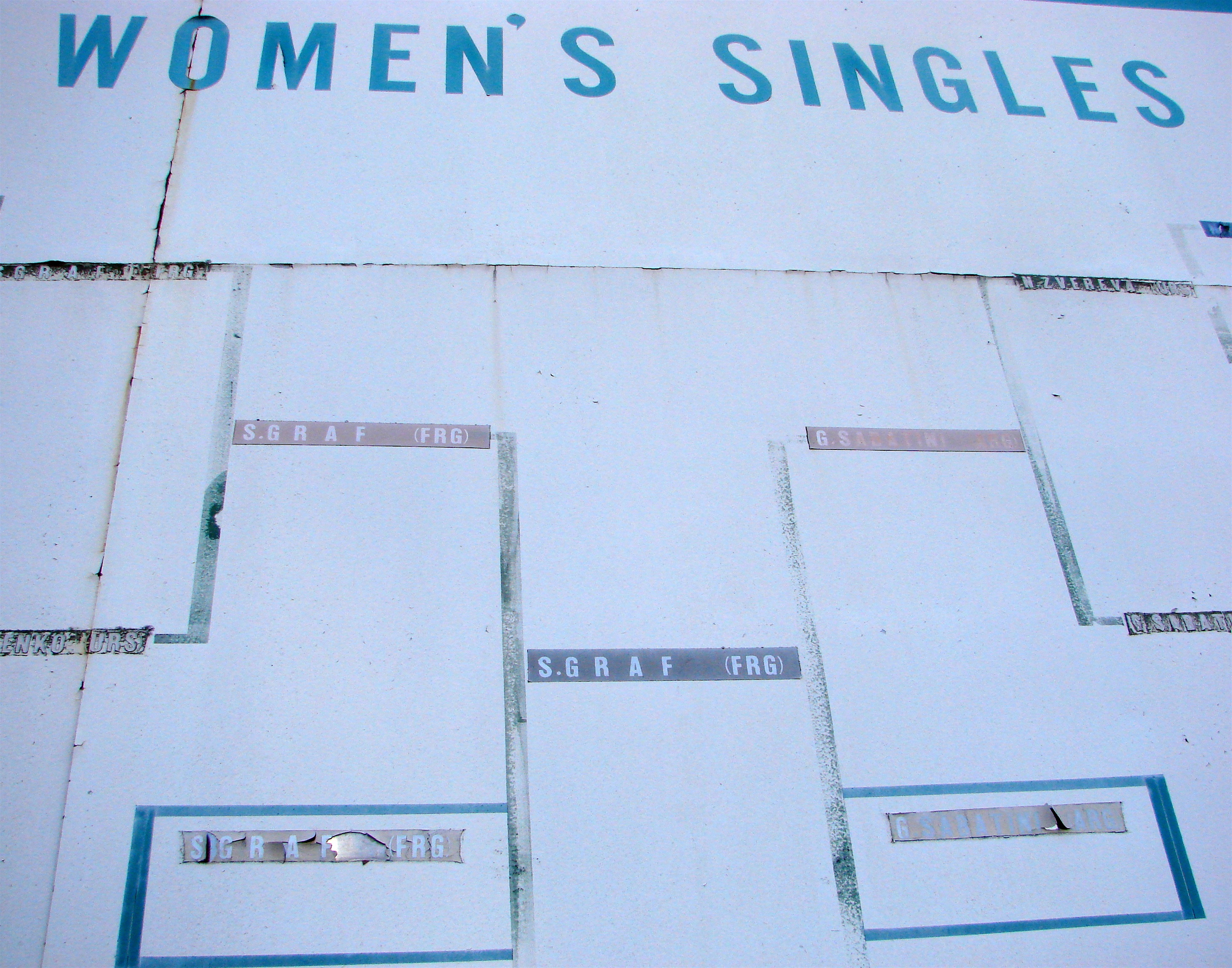
En resultattavla som fortfarande fanns kvar 2006, som visar damsingelns lottning.

| Pl.    | Nation          | Guld | Silver | Brons | Totalt |
| ------ | --------------- | ---- | ------ | ----- | ------ |
| 1      | USA             | 2    | 1      | 2     | 5      |
| 2      | Tjeckoslovakien | 1    | 1      | 1     | 3      |
| 3      | Västtyskland    | 1    | 0      | 1     | 2      |
| 4      | Argentina       | 0    | 1      | 0     | 1      |
| 4      | Spanien         | 0    | 1      | 0     | 1      |
| 6      | Sverige         | 0    | 0      | 2     | 2      |
| 7      | Australien      | 0    | 0      | 1     | 1      |
| 7      | Bulgarien       | 0    | 0      | 1     | 1      |
| Totalt | Totalt          | 4    | 4      | 8     | 16     |

## Medaljörer
| Gren                   | Guld                           | Silver                                     | Brons                                         |
| Herrsingel Detaljer... | Miloslav Mečíř Tjeckoslovakien | Tim Mayotte USA                            | Stefan Edberg Sverige                         |
| Herrsingel Detaljer... | Miloslav Mečíř Tjeckoslovakien | Tim Mayotte USA                            | Brad Gilbert USA                              |
| Herrdubbel Detaljer... | USA Ken Flach Robert Seguso    | Spanien Emilio Sánchez Sergio Casal        | Tjeckoslovakien Miloslav Mečíř Milan Šrejber  |
| Herrdubbel Detaljer... | USA Ken Flach Robert Seguso    | Spanien Emilio Sánchez Sergio Casal        | Sverige Stefan Edberg Anders Järryd           |
| Damsingel Detaljer...  | Steffi Graf Västtyskland       | Gabriela Sabatini Argentina                | Zina Garrison USA                             |
| Damsingel Detaljer...  | Steffi Graf Västtyskland       | Gabriela Sabatini Argentina                | Manuela Maleeva Bulgarien                     |
| Damdubbel Detaljer...  | USA Pam Shriver Zina Garrison  | Tjeckoslovakien Jana Novotná Helena Suková | Australien Elizabeth Smylie Wendy Turnbull    |
| Damdubbel Detaljer...  | USA Pam Shriver Zina Garrison  | Tjeckoslovakien Jana Novotná Helena Suková | Västtyskland Steffi Graf Claudia Kohde-Kilsch |